# Jeff Chan
Jeffrei Allan D. Chan, detto Jeff (Bacolod, 11 febbraio 1983), è un cestista filippino.

## Carriera
Con le Filippine ha disputato i Campionati asiatici del 2013 e i Campionati mondiali del 2014.